# إريك رويز
إريك رويز (بالإنجليزية: Erik Ruiz)‏ (10 مارس 1992 بأوكسنارد في الولايات المتحدة - ) هو ملاكم أمريكي، صنّف ضمن فئة وزن البانتام السوبر ‏.

## إحصائيات
خاض خلال مسيرته 24 نزالا، فاز في 16 وتعادل في 1 وخسر في 7. فاز بالضربة القاضية في 6 نزالات.

## روابط خارجية
- إريك رويز على موقع بوكس ريك (الإنجليزية) (registration required)